# 39108 (アルバム)
『39108』（サンキュー・ヒャクハチ）は2006年10月4日にリリースされた、吉井和哉のソロ3枚目のアルバム。また、名義を「吉井和哉」にして最初のアルバム。

## 概要
- 前作から1年7ヶ月ぶりのアルバム。
- 通常盤・初回限定盤・アナログ盤・プレミアム盤の4種類を同時発売。初回限定盤はPVやレコーディング風景を収録したDVD付で、それにツアー「MY FOOLISH HEART」のライブDVD、写真集をセットにしたプレミアム盤が10800セット限定生産された。
- タイトルの"39108"は、当時の自身の年齢"39"と、自身の誕生日である10月8日（"108"）を合わせたもの。また、"39"は「サンキュー (Thank You)」と読み、"108"は煩悩の数にも掛かっている。30代の終りに、今まで自分を苦しめてきた煩悩に対し、敢えて「ありがとう」と言う思いも込められている。
- 発売年の夏、吉井はロック・フェスティバルに多数出演。当時未発表だった本作の収録曲も何曲か演奏された。
- 2009年3月にリリースされた『VOLT』収録の「SNOW」はこのアルバムのツアー中にできた曲だったが「YOSHII BUDOKAN 2008」にて初披露された。
- 2015年1月にシングルリリースされた「クリア」も、このアルバム制作時にできた曲であるが、あまりにポップな曲調であるため収録しなかったと言う。

## 収録曲
CD
| 全作詞・作曲・編曲: 吉井和哉。 |                            |          |            |      |
| #                              | タイトル                   | 作詞     | 作曲・編曲 | 時間 |
| 1.                             | 「人それぞれのマイウェイ」 | 吉井和哉 | 吉井和哉   | 4:58 |
| 2.                             | 「LIVING TIME」            | 吉井和哉 | 吉井和哉   | 4:47 |
| 3.                             | 「LONELY」                 | 吉井和哉 | 吉井和哉   | 4:07 |
| 4.                             | 「黄金バッド」             | 吉井和哉 | 吉井和哉   | 4:17 |
| 5.                             | 「ポジネガマン」           | 吉井和哉 | 吉井和哉   | 4:04 |
| 6.                             | 「HOLD ME TIGHT」          | 吉井和哉 | 吉井和哉   | 3:31 |
| 7.                             | 「I WANT YOU I NEED YOU」  | 吉井和哉 | 吉井和哉   | 3:20 |
| 8.                             | 「WEEKENDER」              | 吉井和哉 | 吉井和哉   | 4:36 |
| 9.                             | 「ALL BY LOVE」            | 吉井和哉 | 吉井和哉   | 4:38 |
| 10.                            | 「BEAUTIFUL」              | 吉井和哉 | 吉井和哉   | 4:18 |
| 11.                            | 「恋の花」                 | 吉井和哉 | 吉井和哉   | 4:49 |
| 12.                            | 「BELIEVE」                | 吉井和哉 | 吉井和哉   | 4:15 |
| 合計時間:                      | 合計時間:                  | 51:40    |            |      |

DVD1（初回限定盤・プレミアム盤）
| #  | タイトル                   | 作詞 | 作曲・編曲 |
| -- | -------------------------- | ---- | ---------- |
| 1. | 「documentary of "39108"」 |      |            |
| 2. | 「BEAUTIFUL」(Video Clip)  |      |            |
| 3. | 「WEEKENDER」(Video Clip)  |      |            |

DVD2（プレミアム盤）
| #   | タイトル               | 作詞 | 作曲・編曲 |
| --- | ---------------------- | ---- | ---------- |
| 1.  | 「TALI」               |      |            |
| 2.  | 「CALL ME」            |      |            |
| 3.  | 「SIDE BY SIDE」       |      |            |
| 4.  | 「SADE JOPLN」         |      |            |
| 5.  | 「HATE」               |      |            |
| 6.  | 「FALLIN' FALLIN'」    |      |            |
| 7.  | 「BLOWN UP CHILDREN」  |      |            |
| 8.  | 「20 GO」              |      |            |
| 9.  | 「欲望」               |      |            |
| 10. | 「RAINBOW」            |      |            |
| 11. | 「MUDDY WATER」        |      |            |
| 12. | 「BLACK COCK'S HOUSE」 |      |            |
| 13. | 「FOR ME NOW」         |      |            |
| 14. | 「SWEET CANDY RAIN」   |      |            |
| 15. | 「PHOENIX」            |      |            |
| 16. | 「FINAL COUNTDOWN」    |      |            |
| 17. | 「WHAT TIME」          |      |            |
| 18. | 「BEAUTIFUL」          |      |            |
| 19. | 「HIKARETA」           |      |            |
| 20. | 「トブヨウニ」         |      |            |
| 21. | 「MY FOOLISH HEART」   |      |            |

## 楽曲について
1. 人それぞれのマイウェイ
2. LIVING TIME
3. LONELY
4. 黄金バッド
5. ポジネガマン
6. HOLD ME TIGHT
7. I WANT YOU I NEED YOU
8. WEEKENDER
先行配信曲第一弾。
9. ALL BY LOVE
10. BEAUTIFUL
5thシングル。
11. 恋の花
歌詞とアレンジの異なる原曲が存在しており、2009年のツアー「宇宙一周旅行」で披露された。ベストアルバム「18」Disc3に、そのときの音源が収録されている。
12. BELIEVE
先行配信曲第二弾。『ミュージックステーション』出演時に演奏された。

## 参加ミュージシャン
- 吉井和哉 - ボーカル、アコースティック・ギター (#1, #5, #9, #11) 、エレクトリック・ギター (#1-4, #6-9) 、ベース (#5, #6) 、キーボード (#6) 、ピアノ (#7) 、シンセサイザー (#7)
- ジュリアン・コリエル（英語版） - エレクトリック・ギター (#1-3, #6-10) 、アコースティック・ギター (#2, #10, #12) 、プログラミング (#5) 、シンセサイザー (#7)
- パトリック・ウォーレン - キーボード (#1, #3, #12) 、ピアノ (#3, #12)
- クリス・チェイニー（英語版） - ベース (#1-4, #7-9, #12)
- ジョシュ・フリーズ（英語版） - ドラム (#1-4, #6-9, #12)

- トロイ・ヴァン・リーウェン（英語版） - ベース (#4, #8)

- ジェビン・ブルーニ - キーボード (#10)
- ジャスティン・メルダル・ジョンセン（英語版） - ベース (#10)
- ビクター・インドゥリゾー（英語版） - ドラム (#10)

吉井和哉 TOUR 2006 〜MY FOOLISH HEART〜
- 吉井和哉 - ボーカル、アコースティック・ギター
- 日下部正則 - エレクトリック・ギター
- 菊地英昭 - エレクトリック・ギター
- 根岸孝旨 - ベース
- 古田たかし - ドラム
- 柴田俊文 - キーボード